# Gregg Marx
Gregory Andrew Marx (ur. 3 kwietnia 1955 w Hollywood) – amerykański aktor głosowy, teatralny i telewizyjny, piosenkarz, najlepiej znany jako David Banning z opery mydlanej NBC Dni naszego życia (1981-1983).

## Życiorys
Urodził się w Hollywood w Kalifornii jako syn Boba Marxa. Miał siostrę Laurę i brata Bretta (ur. 16 grudnia 1964). Jego dziadek ze strony ojca Gummo Marx to aktor komediowy, jeden z braci Marx.
Od 7 grudnia 1984 do 1987 występował w roli Toma Hughesa w operze mydlanej CBS As the World Turns, za którą w 1987  otrzymał Nagrodę Daytime Emmy w kategorii „Wybitny aktor drugoplanowy w serialu dramatycznym”. Pojawił się gościnnie jako Tom Madison w jednym z odcinków opery mydlanej ABC Hotel - pt. „The Wedding” (1984) z Mary Crosby, Steve’em Forrestem, Anne Baxter i Robertem Stack. W latach 1984–1986 grał postać Davida Banninga w operze mydlanej NBC Dni naszego życia (1981-1983). 
Zagrał postać Franka w dramacie telewizyjnym ABC Córka ulicy (Daughter of the Streets, 1990) z Jane Alexander, Johnem Stamosem, Harrisem Yulinem i Eriką Eleniak. Gościł w serialach ABC: Civil Wars (1992) jako Paul Wilkes z Mariel Hemingway, Alanem Rosenbergiem i Debi Mazar oraz Doogie Howser, lekarz medycyny jako dr Gary Russo (1990) i Bill (1993), a także miniserialu NBC The Secrets of Lake Success (1993) jako dr Martin Goldman u boku Ryana Phillippe’a, Samanthy Eggar i Valerie Perrine. 
Był narratorem filmu dokumentalnego Ascent on G2: One Woman's Journey to the Top (2000). Użyczył swojego głosu jako kolędnik w serialu animowanym Pełzaki (2002) i jako prezenter w sitcomie Dwóch i pół (2007), emitowanym przez telewizję CBS.
Występował na scenach estradowych w Chicago, Nowym Jorku i Los Angeles, w tym w Vibrato Grill Jazz (w październiku 2016). W sierpniu 2018 w Tom Rolla’s Gardenia w West Hollywood śpiewał m.in.: „Come Fly with Me” (Sammy Cahn/Jimmy Van Heusen), „Let’s Fall in Love” (Harold Arlen), „Love Me or Leave Me” (Walter Donaldson), „I Only Want Some” (Jerry Leiber), „How Deep Is the Ocean (How High Is the Sky)?” (Irving Berlin) i „Ain’t Misbehavin’” (Fats Waller).